# みかげ通り
みかげ通り（みかげどおり）は、北九州市都心部を南北に走る道路で、福岡県道37号小倉港線（ちゅうぎん通り）と三萩野交差点をつないでいる、福岡県道266号三萩野魚町線の一部を指す名称である。

## 概要

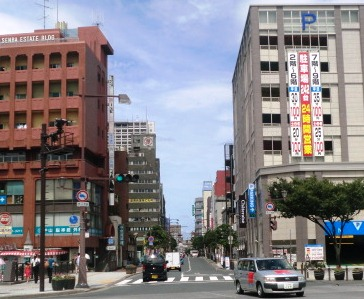
みかげ通り

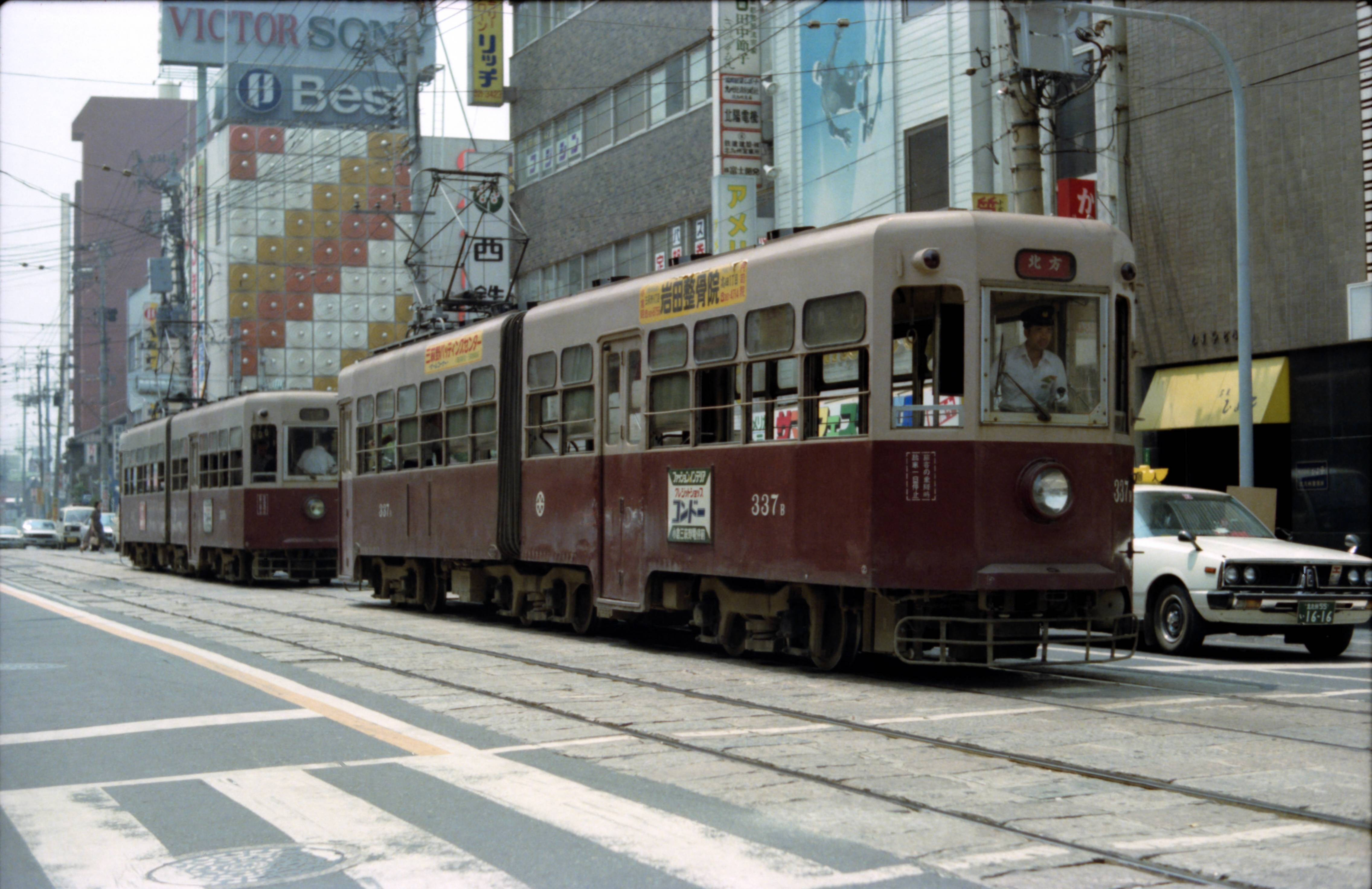
かつての西鉄北方線（1979年8月、魚町電停付近）

みかげ通りは福岡県北九州市小倉北区の勝山通り魚町交差点から、小文字通り旦過交番前交差点を経て、北九州市立医療センター前の交差点に至る。
かつて路面電車の西鉄北方線（1980年（昭和55年）11月2日廃止）が通っており、敷石に御影石が使われていたことから、廃止後に歩道が整備されたことに伴い、通りの愛称として名付けられた。歩道の一部にはかつての敷石が再利用されている。

## 地理

### 交差する道路
- 国道199号（勝山通り）
- 福岡県道37号小倉港線（ちゅうぎん通り）

### 沿線にある施設など
- ブックセンタークエスト小倉本店
- オリエントキャピタルタワー